# Hermann Brodbeck (Politiker)

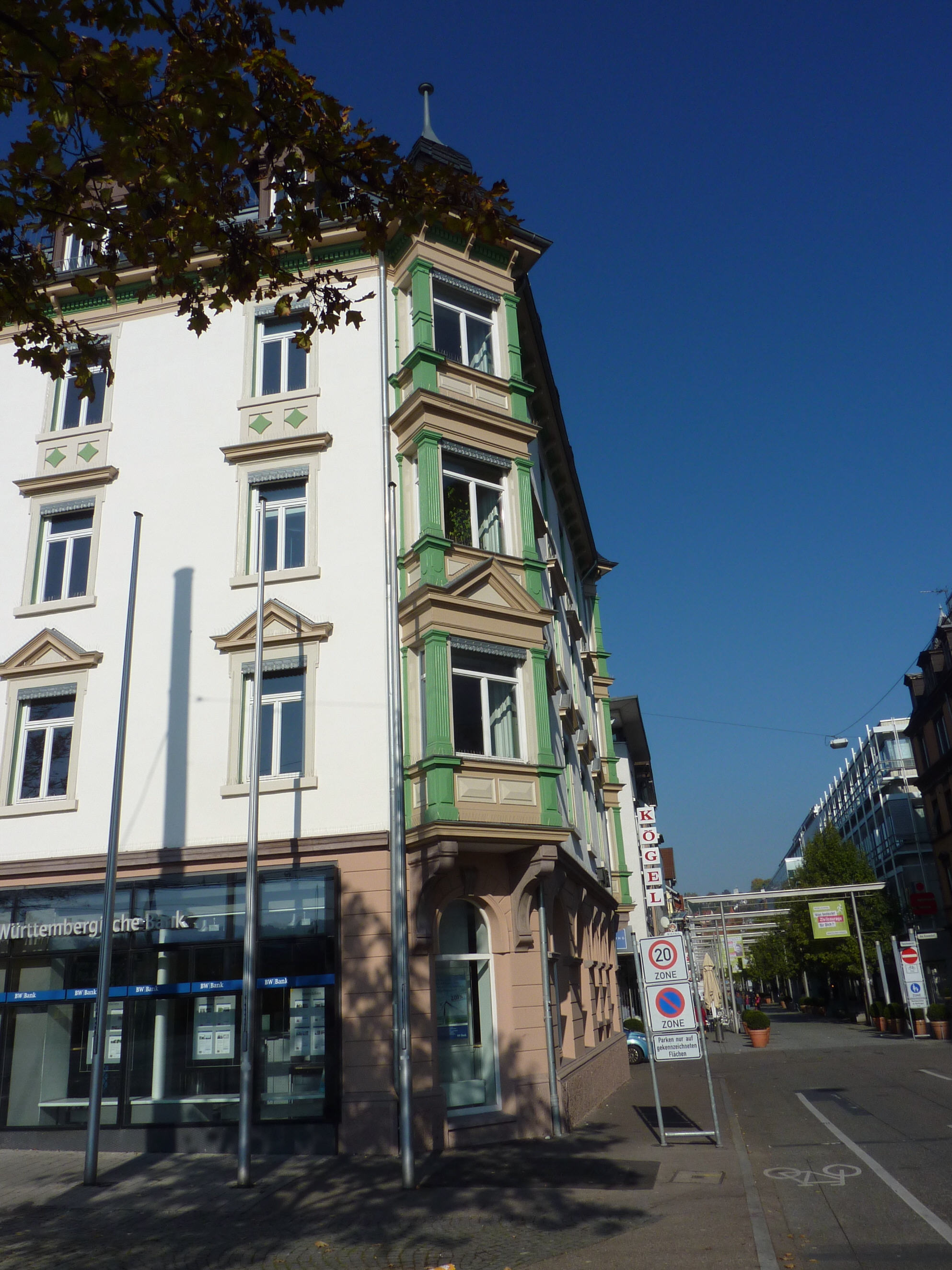
Brodbeck war Bauherr dieses Hauses in Esslingen am Neckar

Hermann Adolf Brodbeck (* 10. Juli 1849 in Untertürkheim; † 1. April 1912 in Esslingen am Neckar) war ein deutscher Brauereibesitzer, Gastwirt und Politiker.

## Leben
Brodbeck besuchte von 1855 bis 1863 die Lateinschule in Esslingen am Neckar (das heutige Georgii-Gymnasium) und lernte anschließend Kaufmann. Von 1871 bis 1893 war er Bierbrauereibesitzer und Aktien-Brauereidirektor in Esslingen. Ab 1895 besaß er in Esslingen ein Hotel.
Er war von 1889 bis 1893 Mitglied der Zweiten Kammer der Württembergischen Landstände. Ab 1898 war er Mitglied des Deutschen Reichstags für den Wahlkreis Württemberg 5 (Esslingen, Nürtingen, Kirchheim, Urach) und die Deutsche Volkspartei. Er musste sein Mandat am 20. Juni 1899 wegen formeller Fehler bei der Wahl zurückgeben und kandidierte bei der Nachwahl nicht mehr.
Von 1890 bis zu seinem Tod war er Mitglied des Gemeinderats Esslingen. Er gründete den Allgemeinen Bürgerverein in Esslingen und war dessen erster Vorstand. Außerdem betätigte er sich als Markt- und Kaufhausinspektor und als Vorstand des Eichamts. Brodbeck war auch Hauptmann der Freiwilligen Feuerwehr Esslingen.